# Stephan Lennig

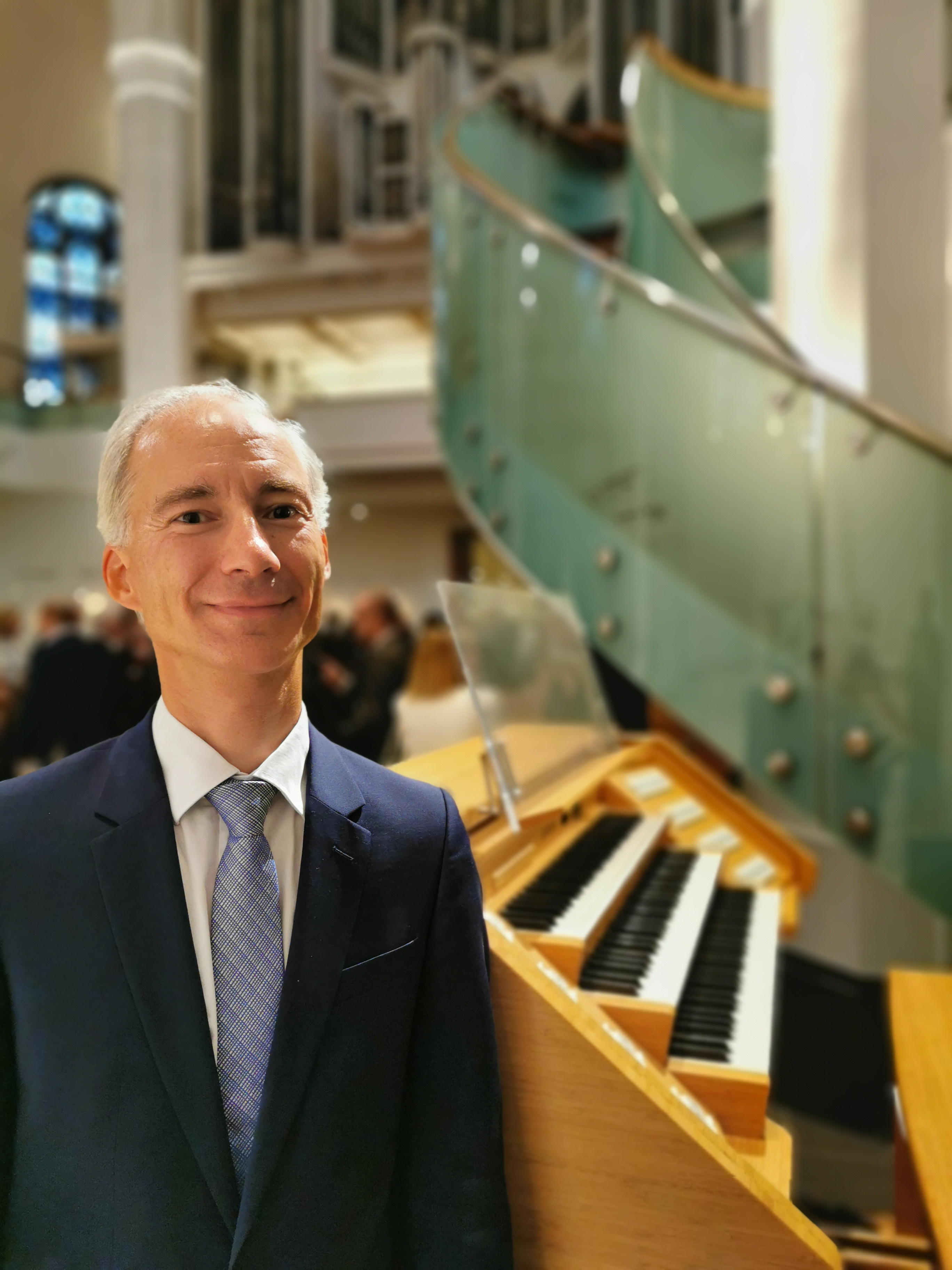
Stephan Lennig (2024)

Stephan Lennig (* 14. September 1975) ist ein deutscher Kirchenmusiker und Rektor der Evangelischen Hochschule für Kirchenmusik Dresden.

## Leben
Lennig wuchs im sauerländischen Neuenrade auf und erwarb die allgemeine Hochschulreife 1995 am Albert-Schweitzer-Gymnasium in Plettenberg. In dieser Zeit war er Mitglied von Kantorei und Kammerchor der Christuskirche in Plettenberg.

## Musikalisches Wirken
An der Hochschule für Musik Detmold studierte Lennig Evangelische Kirchenmusik mit Abschluss des A-Examens 2001. In Frankfurt am Main schloss er an der Hochschule für Musik und Darstellende Kunst ein Studium für Dirigieren ab und war Assistent von Landeskirchenmusikdirektor Michael Graf Münster an der Katharinenkirche. Von 2003 bis 2005 war Lennig Bezirkskantor im Kirchenkreis Hanau-Land und von 2005 bis Februar 2013 Dekanatskirchenmusiker im Dekanat Wöllstein. Neben der Arbeit als Dirigent der verschiedenen Chöre seiner Gemeinde und seines Dekanates sowie als Organist an einer wertvollen historischen Stumm-Orgel galt sein besonderes Interesse der Ausbildung nebenamtlicher Kirchenmusiker und der Förderung der kirchlichen Chorarbeit. So war er ab 2004 als Dozent für Chorleitung und Klavierspiel in der Fortbildungsstätte Schlüchtern tätig, leitete die Kantorei Wörrstadt und engagierte sich als stellvertretender Vorsitzender des Verbandes evangelischer Chöre in Hessen und Nassau.
Zum 1. März 2013 wurde Lennig als Nachfolger von Christfried Brödel zum Rektor der Hochschule für Kirchenmusik in Dresden und Professor für Chorleitung berufen. Seit 2019 ist er Vizepräsident der Direktorenkonferenz Kirchenmusik in der EKD.

## Privates
Lennig ist seit 2005 verheiratet und Vater zweier Kinder.